# Rancho Mirage
Rancho Mirage város az USA Kalifornia államában, Riverside megyében. Lakosainak száma 16 999 fő (2020. április 1.).

## Népesség
A település népességének változása:
| Lakosok száma | 1298 | 17 218 | 16 999 |
|               | 1970 | 2010   | 2020   |